# Eleocharis pachycarpa
Eleocharis pachycarpa là loài thực vật có hoa trong họ Cói. Loài này được É.Desv. mô tả khoa học đầu tiên năm 1854.